# Thomas Schröder (Leichtathlet)

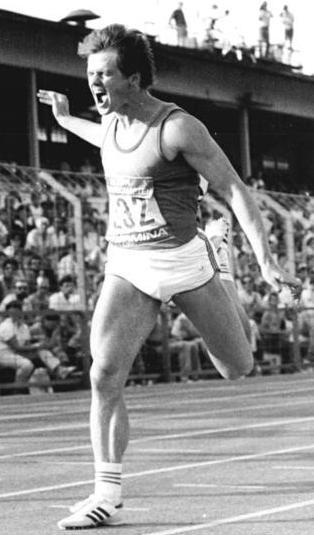
Thomas Schröder wird 1986 in Jena DDR-Meister über 100 Meter

Thomas Schröder (* 23. August 1962 in Waren (Müritz)) ist ein ehemaliger deutscher Leichtathlet, der für die DDR startete.
Thomas Schröder begann in Waren (Müritz) bei der damaligen BSG Lokomotive Waren/Rethwisch mit der Leichtathletik und wurde 1975 zum SC Neubrandenburg delegiert.
Thomas Schröder war 1979 Junioreneuropameister in Bydgoszcz im 100-Meter-Lauf in 10,41 s. 1981 in Utrecht gewann er drei Junioreneuropameistertitel, die 100 Meter in windunterstützten 10,14 s, den 200-Meter-Lauf in 20,69 s und mit der 4-mal-100-Meter-Staffel siegte er in 39,88 s.
Bei den Europameisterschaften 1982 in Athen schied er im Zwischenlauf über 100 Meter aus. Bei den Weltmeisterschaften 1983 in Helsinki erreichte er über 100 Meter das Halbfinale. Mit der Staffel belegte er in 38,51 s im Finale Platz vier.
Bei den Europameisterschaften 1986 in Stuttgart belegte er über 100 Meter in 10,24 s und über 200 Meter in 20,89 s jeweils Platz vier. Die Staffel der DDR wurde in der Besetzung Thomas Schröder, Steffen Bringmann, Olaf Prenzler und Frank Emmelmann in 38,64 s Zweite hinter der Staffel aus der Sowjetunion.
Thomas Schröder war 1983, 1984 und 1986 DDR-Meister im 100-Meter-Lauf und 1986 im 200-Meter-Lauf. Seine persönliche Bestleistung von 10,10 s (Jena, 27. Juni 1986) ist die drittschnellste Zeit eines deutschen Sprinters über 100 Meter (deutscher Rekord: 10,06 s, Frank Emmelmann, Berlin, 22. September 1985).
Er startete für den SC Neubrandenburg. In seiner Wettkampfzeit war er 1,83 m groß und 84 kg schwer. In den nach der Wende öffentlich gewordenen Unterlagen zum Staatsdoping in der DDR fand sich bei den gedopten Sportlern auch der Name von Schröder. Er gehört zu den jugendlichen Opfern des Dopingsystems der DDR.